# Diocese de Pinheiro
A Diocese de Pinheiro (Dioecesis Pinerensis), é uma circunscrição eclesiástica da Igreja Católica Apostólica Romana, criada no dia 16 de outubro de 1979.

## História
Em 22 de julho de 1939 foi erigida a Prelazia de Pinheiro, desmembrada da Arquidiocese de São Luís do Maranhão. Aos 16 de outubro de 1979, a Prelazia foi elevada a Diocese. A Diocese de Pinheiro está situada ao Norte Ocidental do Estado do Maranhão, limitando-se com o Oceano Atlântico, com a Arquidiocese de São Luis do Maranhão e as dioceses de Viana e Zé Doca. A superfície da diocese de Pinheiro é de 17.951,99 km², tendo uma população, segundo o IBGE (2010), de 434.251 habitantes. Com uma densidade demográfica de 21,6 hab/km².

## Bispos
Administração local:
|    | Nome                          | Período   | Notas         |
| -- | ----------------------------- | --------- | ------------- |
| 2º | Dom Elio Rama, IMC            | 2012-     | Atual         |
| 1º | Dom Ricardo Pedro Paglia, MSC | 1979-2012 | Bispo Emérito |

|    | Nome                                    | Período   | Notas            |
| -- | --------------------------------------- | --------- | ---------------- |
| 4º | Dom Carmelo Cassati, MSC                | 1975-1979 | 4º Bispo Prelado |
| 3º | Dom Afonso Maria Ungarelli, MSC         | 1946-1975 | 3º Bispo Prelado |
| 2º | Dom José Maria Lemerder                 | 1944-1946 | 2º Bispo Prelado |
| 1º | Dom Carlos Carmelo de Vasconcelos Motta | 1940-1944 | 1º Bispo Prelado |